# العلاقات التوغوية الكونغوية
العلاقات التوغولية الكونغولية هي العلاقات الثنائية التي تجمع بين توغو وجمهورية الكونغو.

## مقارنة بين البلدين
هذه مقارنة عامة ومرجعية للدولتين:
| وجه المقارنة                                              | توغو            | [[تصنيف:صفحات تستخدم رمز علم غير موجود\|]] جمهورية الكونغو |
| --------------------------------------------------------- | --------------- | ---------------------------------------------------------- |
| المساحة (كم2)                                             | 56.78 ألف       | 342.00 ألف                                                 |
| عدد السكان (نسمة)                                         | 7.80 مليون      | 5.26 مليون                                                 |
| الكثافة السكانية (ن./كم²)                                 | 137.37          | 15.38                                                      |
| العاصمة                                                   | لومي            | برازافيل                                                   |
| اللغة الرسمية                                             | لغة فرنسية      | لغة فرنسية                                                 |
| العملة                                                    | فرنك غرب أفريقي | فرنك وسط أفريقي                                            |
| الناتج المحلي الإجمالي (بليون دولار)                      | 4.81 مليار      | 8.72 مليار                                                 |
| الناتج المحلي الإجمالي (تعادل القوة الشرائية) بليون دولار | 10.67 مليار     | 29.48 مليار                                                |
| الناتج المحلي الإجمالي الاسمي للفرد دولار أمريكي          | 559             | 1.85 ألف                                                   |
| الناتج المحلي الإجمالي للفرد دولار أمريكي                 | 1.43 ألف        |                                                            |
| مؤشر التنمية البشرية                                      | 0.484           | 0.591                                                      |
| رمز المكالمات الدولي                                      | +228            | +242                                                       |
| رمز الإنترنت                                              | .tg             | .cg                                                        |
| المنطقة الزمنية                                           | 00              | ت ع م+01:00                                                |

## منظمات دولية مشتركة
يشترك البلدان في عضوية مجموعة من المنظمات الدولية، منها:
| علم المنظمة | اسم المنظمة                                 | تاريخ انضمام توغو | تاريخ انضمام جمهورية الكونغو |
| ----------- | ------------------------------------------- | ----------------- | ---------------------------- |
|             | البنك الدولي للإنشاء والتعمير               | 1 أغسطس 1962      | 10 يوليو 1963                |
|             | يونسكو                                      | 17 نوفمبر 1960    | 24 أكتوبر 1960               |
|             | أفريستات ‏                                   | 21 سبتمبر 1993    | 21 سبتمبر 1993               |
|             | أحدى                                        | ?                 | ?                            |
|             | منظمة التجارة العالمية                      | ?                 | ?                            |
|             | وكالة ضمان الاستثمار متعدد الأطراف          | 15 أبريل 1988     | 16 أكتوبر 1991               |
|             | البنك الإفريقي للتنمية                      | ?                 | ?                            |
|             | منظمة الشرطة الجنائية الدولية               | ?                 | ?                            |
|             | مؤسسة التمويل الدولية                       | 4 سبتمبر 1962     | 1 أكتوبر 1980                |
|             | الأمم المتحدة                               | 20 سبتمبر 1960    | 20 سبتمبر 1960               |
|             | الاتحاد الأفريقي                            | ?                 | ?                            |
|             | مجموعة دول أفريقيا والكاريبي والمحيط الهادئ | ?                 | ?                            |
|             | مؤسسة التنمية الدولية                       | 21 أغسطس 1962     | 8 نوفمبر 1963                |
|             | منظمة حظر الأسلحة الكيميائية                | ?                 | ?                            |
|             | المركز الدولي لتسوية المنازعات الاستشارية   | 10 سبتمبر 1967    | 14 أكتوبر 1966               |